# Longinqua
Longinqua o Longinqua oceani (en español, Extensos, o Extensos océanos) es la quincuagésima séptima encíclica del papa León XIII, datada el 6 de enero de 1895, dirigida a los arzobispos y obispos de Estados Unidos, comentando el panorama esperanzador que se abre para la iglesia en ese país, y señalándoles algunos objetivos pastorales 

## Contexto histórico
La iglesia católica experimentó en Estados Unidos, a lo largo del siglo XIX, un fuerte crecimiento, debiendo hacer frente a varias cuestiones que de algún modo tienen su reflejo en esta encíclica.
Hacia 1892 el episcopado americano debatía sobre el modo de resolver la escolaridad de los católicos; mientras la mayoría de los obispos defendían la necesidad de las escuelas parroquiales, otros, por motivos estrictamente económicos, consideraban necesario utilizar las escuelas públicas, y mientras algunos consideraban peligrosa la asistencia a esas escuelas, y rechazaban dicha posibilidad. El Tercer Concilio Plenario celebrado en 1884 en Baltimore, había recomendado las escuelas parroquiales soslayando la condena de las públicas. Esa misma línea fue alentada por la Santa Sede.
Con motivo de la Exposición Colombina de 1993 en Chicago, se organizó un "Parlamento de las religiones", con participación de representantes de la iglesia católica. Un hecho que mostraba, por una parte, el amplio sentimiento religioso del pueblo y del gobierno americano, y, por otra parte, la interés de la Iglesia por evitar el carácter antirromano de parte de esa religiosidad.
En el crecimiento del catolicismo desempeñaba un papel relevante la inmigración, especialmente irlandesa, belga, alemana e italiana; la atención de los no angloparlante presentaba algunas dificultades. Los inmigrantes alemanes llegaron a pretender disponer de un clero propio, la enseñanza en su lengua, y el mantenimiento de sus costumbres; ante esa situación se pidió a la Santa Sede que se  fijase una solución similar para los distintos grupos, y así se estableció por la Congregación de Propaganda Fide, a través de le denominada Obra del Arcángel San Rafael.
No contiene esta encíclica referencia expresas a estas cuestiones, pero de algún modo les da respuesta, confirmando la necesidad de una coordinación en la actuación pastoral de los obispos, que queda de manifiesto en la alabanza del Tercer Concilio Plenario de Baltimore de 1884. Un concilio que, por otra parte, había sido convocado por el mismo papa quien, el año anterior, llamó a Roma a los obispos norteamericanos para preparar la agenda del Concilio.
La encíclica desarrolla con cierta amplitud los motivos por los que el papa había nombrado el 24 de enero de 1893  a Francesco Satolli, como Legado Apostólico en Estados Unidos; pero, además de los que expone la encíclica -la ayuda al gobierno de los obispos-,  se trataba de proporcionar un cauce para una relación -aunque solo fuese oficiosa- entre la Santa Sede y el Gobierno, así como un reconocimiento de su común interés por el porvenir del pueblo americano. En este mismo sentido la encíclica reconoce el marco de libertad para la actuación de la Iglesia, que proporciona el Estado, al mismo tiempo que muestra el deseo de una mayor colaboración mutua.
En cuanto a la relación de la iglesia católica con otras confesiones cristianas, la encíclica anima a un trato confiado y de amistad con los no católicos, destacando el papel que en este campo pueden desempeñar los seglares; un modo indirecto de mostrar la prudencia con la que se deben plantear las relaciones oficiales de la jerarquía.

## Contenido de la encíclica
Longinqua oceani spatia animo et cogitatione traiicimus: et quamquam vos allocuti alias scribendo sumus, maxime quoties ad episcopos catholici orbis communes litteras pro auctoritate dedimus, modo tamen affari vos separatim decrevimus, hoc videlicet consilio, ut prodesse aliquid catholico nomini apud vos, Deo volente, possimus&nbsp.
Hemos atravesado, con la mente y el pensamiento, los extensos espacios del océano,  y aunque en otras ocasiones Nos hemos dirigido a vosotros por escrito, especialmente cuando según Nuestra autoridad hemos enviados cartas comunes a todos los obispos católicos del mundo, hemos decidido tratar con vosotros por separado con el propósito de que, si Dios quiere, podamos ayudar a mejorar el nombre católico entre vosotros. 

Contnúa el papa manifestando su aprecio por el pueblo norteamericano y su esperanza en los frutos que puede alcanzar la iglesia en ese país. Se refiere a la reciente celebración del cuarto centenario del descubrimiento de América y cómo el quiso estar presente en esa celebración mediante un representante. Recuerda, además, de modo sucinto que -tal como en otras ocasiones ha mostrado- la labor de evangelización estuvo unida, desde el principio, al propósito de Colón.

### Relaciones Iglesia y Estado
Antes de proponer al cuidado pastoral de los obispos algunas cuestiones concretas, la encíclica expone la concordia y amistad que debe darse entre los Estados Unidos y la Iglesia, recuerda para ello la amistad que se dio entre Washington y el primer obispo de Baltimore; y la razón de esa deseable concordia:    

la Iglesia, aunque por su esencia y naturaleza tiene por objeto la salvación de las almas y el logro de la felicidad eterna, produce además, incluso en el orden de las cosas mortales, tantos y tan grandes beneficios como no podrían ser ni más ni mayores si su finalidad primera y principal fuera propugnar la prosperidad de esta vida terrena.

Comprueba el papa una paralela prosperidad en los progresos de la república y en la situación floreciente del catolicismo, y ve su causa, en primer lugar en la virtud y prudencia de los obispos y del clero, así como en la generosidad de los católicos, pero también en el marco de libertad que proporciona la República.

### Atención de la enseñanza
Pasa la encíclica a tratar algunas cuestiones de especial interés para la iglesia norteamericana; en primer lugar, el cuidado de la enseñanza. Se refiere para ello a la creación de la Universidad Católica de Washington, confiada mediante la encíclica Magni nobis al episcopado norteamericano, nombrando como canciller al arzobispo de Baltimore; el papa expone los frutos para la religión que espera de esta universidad, en que se formarán tantos católicos, no solo en la filosofía y en la teología, sino también en otras disciplinas en las que los católicos deben ir por delante, y no a la zaga.  Alienta la generosidad de los católicos para apoyar esta universidad, y también para el Colegio Norteamericano fundado en Roma por Pío IX, donde se han formado y han de seguirse formando sacerdotes que, con su piedad y formación intelectual, darán abundantes frutos para la Iglesia en Norteamérica.

### Administración eclesiástica
Expone la encíclica la atención con que el papa siguió la celebración del Tercer Concilio Plenario de Baltimore, la información directa que recogió en la posterior visita de los arzobispos norteamericanos a Roma y cómo 

luego de considerar maduramente las cosas, mandamos que se ratificara con la autoridad apostólica lo que, reunidos todos en Baltimore, juzgaron conveniente acordar. Y no tardó en dejarse ver su fruto, ya que la realidad misma ha reconocido y reconoce las deliberaciones de Baltimore como beneficiosas y muy apropiadas a los tiempos.

Señala como principales frutos de lo acordado en ese concilio: las medidas para estimular el celo pastoral del clero; y para proteger y propagar la formación católica de la juventud. Para dar culmen a esa obra el papa consideró conveniente establecer en Norteamérica un Legado Apostólico, manifestando así que ese país está, para el papa, en el mismo lugar y rango que los demás Estados, y reforzar además la unión de los católicos norteamericanos con la Santa Sede. Recuerda el papa el fundamento de la institución de los legados papales

el Romano Pontífice, a quien Cristo confirió el poder ordinario e inmediato, tanto sobre todas y cada una de las Iglesias, como sobre todos y cada uno de los Pastores y fieles, ya que no puede recorrer personalmente cada región, ni ejercer su pastoral solicitud sobre el rebaño que le ha sido confiado, tiene por deber de impuesta servidumbre, la necesidad de enviar legados suyos a las diferentes partes del mundo, según surgen las necesidades, nombrar embajadores para que, supliendo sus veces, corrijan errores, allanen dificultades y administren a los pueblos a el confiados incrementos de salvación.

En ningún caso, explica la encíclica, puede pensarse que la potestad del legado estorba a la de los obispos, pues ellos fueron constituidos por el Espíritu Santo para regir la Iglesia de Dios; por esto el legado, al cumplir e interpretar la voluntad del Pontífice, lejos de dificultar la potestad ordinaria de los obispos, la refuerza y vigoriza.

### Consecuencias para la sociedad de la honestidad personal
La encíclica insiste en que seguir fielmente las enseñanzas de la Iglesia el es el mejor modo de atender simultáneamente al bien privado y al bien común; en este sentido remarca la importancia de la indisolubilidad del matrimonio, y el mal que acarrea para la sociedad la infidelidad matrimonial. Recuerda el papa que, a lo largo de sus pontificado, ha escrito sobre la libertad humana, de los principales deberes de los cristianos, de la potestad civil y de la constitución cristiana de los Estados. Por esto, quienes quieran ser ciudadanos honrados y cumplir sus obligaciones pueden encontrar en esos escritos las necesarias normas de comportamiento. Del mismo modo

los sacerdotes deben recordar al pueblo las disposiciones del tercer concilio de Baltimore, especialmente las que tratan sobre la virtud de la templanza, sobre la educación católica de la juventud, sobre la frecuencia de los sacramentos y sobre la sumisión a las leyes justas y a las instituciones estatales.

### La cuestión social
Tras recordar el derecho de los obreros a afiliarse a las sociedades que los defiendan, señala que al ejercer ese derecho deben evitar que en esa defensa se falte a la justicia; por ello han de considerar la actuación de los que dirigen esas asociaciones y, tened en cuenta que es justo defender y apoyar los derechos de los obreros, pero sin olvidar también sus deberes, todo ello de acuerdo con los criterios fijados en la encíclica Rerum novarum. Resulta por esto aconsejable que, en lo posible, se asocien con otros católicos de modo que cuiden la honradez de sus actuaciones: no exigiendo más de lo que permite la equidad y la justicia; y dejando libertad a cada cual para sus asuntos, incluyendo el ejercicio del derecho al trabajo; luchando por la paz social, apartándose de toda violencia. 

### El papel de la prensa
La encíclica señala el papel que puede representar la prensa en un planteamiento correcto de la lucha por resolver la cuestión social, por esto

se ha de trabajar por todos los medios para aumentar las plumas doctas y animadas del mejor espíritu, que tengan por guía a la religión y por compañera a la honradez. Y esto es sumamente necesario en Norteamérica, por el trato y la amistad de los católicos con los no católicos.

en este campo la encíclica destaca la importancia de la unidad de acción en la defensa de la religión, así como el respeto hacia los obispos, y la sintonía con sus orientaciones. En este campo la encíclica se refiere de modo expreso a las disposiciones del Tercer Concilio de Baltimore.

### El trato con los no creyentes
Considera el papa que la mayor parte de los que disienten de la fe católica lo hacen más por herencia y costumbre que por propia convicción; recuerda el deseo y esperanza de unión de los cristianos ya expresada en su encíclica Praeclara. Por esto, debe estar presente en los católicos la preocupación por estos cristianos, y atraerlos con la máxima suavidad y caridad; en esta tarea los seglares pueden ayudar al esfuerzo del clero mediante la probidad de costumbres e integridad de vida.
Concluye el papa la encíclica con pensamiento hacia la población que no conoce la religión cristiana

nos referimos a los indios y a los negros comprendidos dentro de las fronteras norteamericanas, que en su mayor parte no han desechado aún las tinieblas de la superstición. ¡Qué maravilloso campo para cultivar! ¡Qué enorme multitud de hombres a quienes hacer partícipes de los beneficios recibidos por mediación de Jesucristo!.